# Hexura
Hexura là một chi nhện trong họ Mecicobothriidae.